# San Miguel Espejo
San Miguel Espejo är en ort i Mexiko.   Den ligger i kommunen Puebla och delstaten Puebla, i den sydöstra delen av landet, 120 km öster om huvudstaden Mexico City. San Miguel Espejo ligger 2 419 meter över havet och antalet invånare är 2 267.
Terrängen runt San Miguel Espejo är kuperad norrut, men söderut är den platt. Runt San Miguel Espejo är det mycket tätbefolkat, med 2 614 invånare per kvadratkilometer. Närmaste större samhälle är Puebla de Zaragoza, 15,7 km väster om San Miguel Espejo. Trakten runt San Miguel Espejo består till största delen av jordbruksmark.